# Ficção de Fã - O Filme
Ficção de Fã - O Filme é um filme em animação 3D brasileiro em curta metragem dirigido por Thales Egidio.

## Elenco Principal
- Thales Egidio[5] - Tcharles
- Ana Cecilia Mendes[6] - Vampira (Bia)
- Tassia Prado Mendes[7] - Vampira (Ana)
- Gustavo Samurai[8] - Lobo (Alfa)

## Enredo
É contado a história de um jovem caçador apaixonado pelo universo sobrenatural que um dia é obrigado a lutar e também a aprender a sobreviver nele.

## Desenvolvimento e Produção
Um filme curta metragem 3D animado inspirado no livro homônimo, feito e criado a partir do software ZEPETO. Com duração de 40 Minutos, o filme foi lançado em 1 de outubro de 2021.[carece de fontes?]

## Empresa de produção
Amazon Prime Vídeo